# 굿모닝! 대통령
"굿모닝! 대통령"은 한국에서 제작된 이규형 감독의 1989년 코미디, 드라마 영화이다. 김세준 등이 주연으로 출연하였고 전직하 등이 제작에 참여하였는데 방학 동안 계속 상영을 계획하며 1989년 7월 15일 개봉했으나 관객 동원이 여의치 않자 1989년 8월 11일로 종영했다. 영화화 하기 전 스포츠 서울에서 1989년 1월 5일을 시작으로 5월 4일까지 매주 목요일 연재 되다가 방콕 팟봉 여행기를 끝으로 연재 중단 하였다. 당시 일본, 태국, 파리, 바티칸시티 등을 돌며 해외 로케로 촬영이 진행 되었다.

## 출연

### 주연
- 김세준: 유민역. 소설에서는 도쿄 하라주쿠에서 주인공 김뿌리가 피던 담배를 보고 한국인이냐고 물으면서 인연이 시작 된다. 후에 방콕에서 다시 만났는데 알고 보니 베트남 보트 피플을 약탈하는 태국 해적들을 추적하여 싸우고 있었다. 그러다 나중에 해적들의 총격으로 사망하게 된다.
- 허준호: 김뿌리역. 삼수끝에 대학에 합격했다. 그리고 여행 자유화에 맞춰 배낭여행을 계획 하여 부산에서 페리를 타고 일본 오사카로 가서 교토를 거쳐 히치 하이킹으로 도쿄여행을 하고 다시 오사카로 돌아간다. 일본 여행 후 이탈리아를 여행하다가 지갑을 털린 오혜란을 우연히 만나서 피자를 사주고 여비 문제도 해결해준다. 이후  도쿄에서 만난 유민을 보러 다시 방콕으로 여행을 가고 거기서 오혜란과 연락이 되어 다시 만나게  된다. 나중에 오혜란을 좋아하게 된다.
- 이상은: 오혜란 역. 어릴 적 꿈이 대통령이였다.  대학교 등록금으로 파리행 비행기표를 사버린다. 파리에서 예전부터 알고 지내던 다니엘을 만나 같이 여행을 하다가 마지막 날 공항에서 다니엘에게 청혼을 받았지만 거절한다. 이후 로마 여행 중 부녀 소매치기단에게 여권과 지갑을 털리고 어쩔 줄 몰라 하다가 이탈리아를 여행하던 김뿌리와 우연히 만나게 되어 도움을 받는다. 이후 김뿌리가 있는 방콕으로 날아간다.

## 기타
- 제작실장: 김영남
- 조명: 이승구
- 조감독: 김영남
- 의상: 구현미
- 의상: 강애란
- 음악부문: 오석준
- 음악부문: 장필순
- 음악부문: 박정운
- 음악부문: 이은미
- 음악부문: 오석준
- 음악부문: 김성호

1. ↑  안정숙 (1989년 8월 18일). “청소년 영화 상영 극장'희비 쌍곡선'”. 한겨레신문. 2023년 6월 26일에 확인함.